# All Mixed Up: Los Remixes
All Mixed Up: Los Remixes es el primer álbum de remezclas de A.B. Quintanilla y Los Kumbia Kings. Fue lanzado el 29 de octubre de 2002 por EMI Latin.

## Lista de canciones
| N.º | Título                                                   | Escritor(es) | Duración |  |
| 1.  | «La Cucaracha»                                           | A.B. Quintanilla III, Cruz Martínez, Jason "DJ Kane" Cano, Nick "DJ Franz" Washington                                  | 3:27     |  |
| 2.  | «Reggae Kumbia (Kranium Mix)»                            | A.B. Quintanilla III, Vico C                                                                                           | 4:16     |  |
| 3.  | «Shhh! (Hip Hop Version)»                                | A.B. Quintanilla III, Cruz Martínez, Luigi Giraldo                                                                     | 4:15     |  |
| 4.  | «Azúcar (Dance Mix)»                                     | A.B. Quintanilla III, Luigi Giraldo, Edward Palmieri                                                                   | 4:09     |  |
| 5.  | «La Cucaracha (Ol' Skool Mix)» (con Organized Rhymes)    | A.B. Quintanilla III, Cruz Martínez, Jason "DJ Kane" Cano, Nick "DJ Franz" Washington                                  | 3:57     |  |
| 6.  | «Boom Boom (Menudo Mix)»                                 | A.B. Quintanilla III, Cruz Martínez, Luigi Giraldo                                                                     | 4:40     |  |
| 7.  | «Desde Que No Estás Aquí (Butta Mix)»                    | A.B. Quintanilla III, Luigi Giraldo                                                                                    | 3:52     |  |
| 8.  | «U Don't Love Me (Booty Mix)»                            | Sean Dunson, Johnnie Mae Dunson                                                                                        | 4:37     |  |
| 9.  | «Shhh! (Borrashhho Mix)»                                 | A.B. Quintanilla III, Cruz Martínez, Luigi Giraldo                                                                     | 4:24     |  |
| 10. | «Shhh! (Merengue Version)»                               | A.B. Quintanilla III, Cruz Martínez, Luigi Giraldo                                                                     | 4:11     |  |
| 11. | «La Cucaracha (Miami Bounce Mix)» (con DJ Laz y Pitbull) | A.B. Quintanilla III, Cruz Martínez, Jason "DJ Kane" Cano, Nick "DJ Franz" Washington, DJ Laz, Armando "Pitbull" Pérez | 3:22     |  |